# Национальный центр конного спорта (Рио-де-Жанейро)
Национальный центр конного спорта (порт. Centro Nacional de Hipismo) — комплекс арен и специализированных территорий в Рио-де-Жанейро, оборудованных для проведения соревнований по конному спорту. Открыт в июле 2007 года. Является одним из объектов, реконструированных для проведения летних Олимпийских игр 2016 года. Расположен в олимпийском кластере Деодоро.

## Описание
Национальный центр конного спорта был построен в 2007 году для проведения на нём соревнований в рамках Панамериканских игр. Общая площадь комплекса составляет порядка 1 000 000 м². Максимальная вместимость составляет 14 000 зрителей. Центр способен принимать соревнования по всем видам конного спорта. С 2010 по 2011 год центр был реконструирован для Всемирных игр военнослужащих. С 2014 года началось обновление центра для проведения летних Олимпийских игр 2016 года В повседневной деятельности центр является основной базой для тренировок конной армии Бразилии. После окончания Игр комплекс планируется использовать, как олимпийский тренировочный центр.

## Соревнования
С 2007 года центр конного спорта принял ряд крупных международных соревнований:
- Панамериканские игры 2007
- Всемирные игры военнослужащих 2011
- Летние Олимпийские игры 2016
- Летние Паралимпийские игры 2016